# خوارز، نوئوو لئون
خوارز (به اسپانیایی: Juarez) از شهرهای کشور مکزیک است که در ایالت نوئوو لئون قرار دارد و جمعیت آن طبق سرشماری سال ۲۰۱۰ میلادی ۱۵۱٬۸۹۳ نفر بوده است.